# Badacsonytomaj
Badacsonytomaj är en stad och kommun i distriktet Tapolca i provinsen Veszprém i Ungern. Den ligger vid Balatonsjön. Kommunen har 2 149 invånare (2024), på en yta av 32,70 km².